# 초록금강앵무
초록금강앵무(학명: Ara militaris 아라 밀리타리스[*])는 금강앵무속에 속한 앵무의 일종이다. 영어 향명은 영어: military macaw라고 하는데, 깃털의 색깔이 옛날 서양 군대 제복처럼 생겼다고 해서 그렇게 부른다.
원래 멕시코에서 아르헨티나 북부에 이르기까지 중남미 전역에 서식했으나 서식지 파괴 및 파편화, 애완동물 사육을 위한 남획으로 야생 개체는 멸종위기에 처했다. 반면 사육 개체는 전세계의 동물원이나 개인 사육자들 사이에 흔하다.